# 플랭크 (쇠고기)

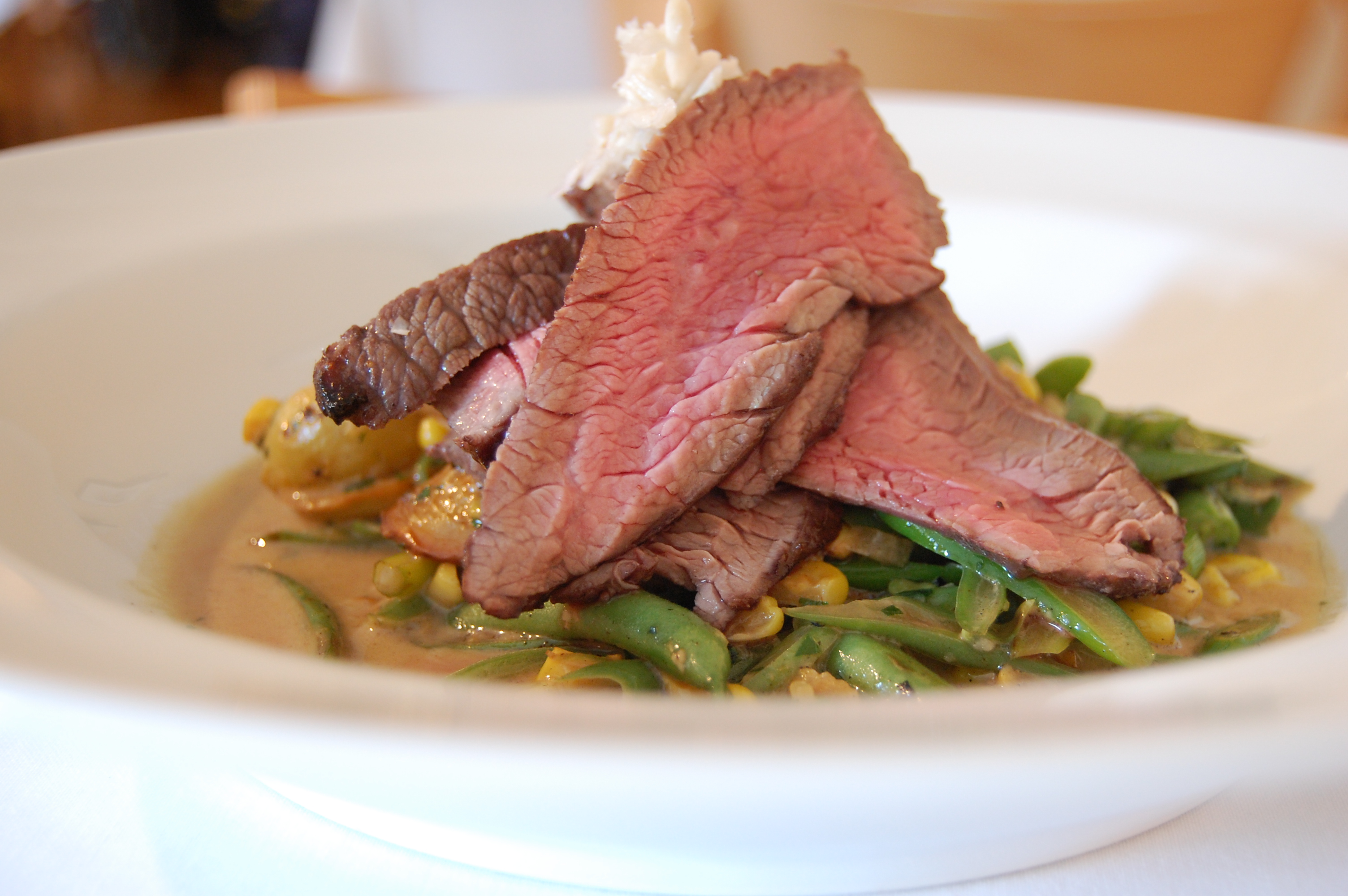
조리된 플랭크 스테이크 요리

플랭크 스테이크(flank steak)는 소의 복부 근육, 플레이트 바로 뒤와 뒷다리 앞쪽에 위치한 스테이크이다. 길고 납작한 부위로, 씹는 맛이 있고 얇은 것이 특징이며 결이 뚜렷하다. 대중적인 음식으로서 플랭크 스테이크는 전 세계적으로 다르게 불리며 다양한 문화권에서 다양한 방식으로 조리된다 (예: 카르네 아사다).

## 용어

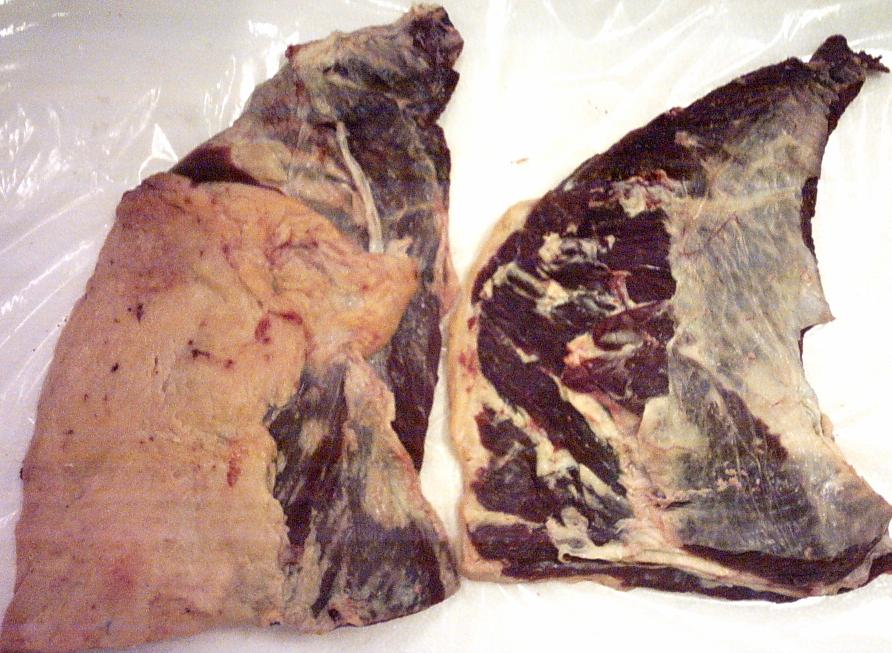
지방 덮개층을 제거한 숙성 플랭크 스테이크 원육(오른쪽)

브라질에서는 플랭크 스테이크를 비피 두 바지우(bife do vazio) 또는 파쿠(pacú)라고 부른다 (많은 사람들이 이를 실제로는 프랄지냐인 프랄지냐(fraldinha)와 혼동한다). 특히 브라질 남부 히우그란지두술주에서 인기가 많다. 이 부위는 콜롬비아에서도 흔하며 소브레바리가("배 위")라고 불린다. 소브레바리가 아 라 브라사는 브레이징한 플랭크 스테이크의 콜롬비아식 조리법이다. 아르헨티나와 우루과이는 모두 플랭크 스테이크를 추라스키토 데 바지우(churrasquito de vacío) 또는 비피 데 바지우(bife de vacío)라고 부른다. 스페인과 쿠바에서는 플랭크 스테이크를 흔히 팔다(falda)라고 부른다. 플랭크 스테이크와 스커트 스테이크는 서로 다른 쇠고기 부위이지만 종종 같은 의미로 사용된다. 예를 들어, 소의 플랭크가 아닌 플레이트에서 나오는 스커트 스테이크도 콜롬비아에서는 소브레바리가라고 불린다.

## 역사
메리엄-웹스터 사전은 "flank steak"라는 용어가 1902년에 처음 사용되었다고 기록한다. 더 일반적으로는, 스테이크는 15세기에 스칸디나비아와 이탈리아에서 유래했다. 1800년대 후반과 1900년대 초반에 플랭크 스테이크는 유럽에서 덜 알려진 쇠고기 부위였다. 정육점 주인들은 종종 다른 부위보다 더 낮은 가격에 판매했다. 플랭크 스테이크는 1900년대 중반에 북미에서 인기를 얻었다. 1차 세계 대전과 2차 세계 대전에서 돌아온 군인들이 서양에서 플랭크 스테이크의 인기 상승에 기여했다. 이는 오늘날 북미에서 이 쇠고기 부위의 인기로 이어졌다.
플랭크 스테이크는 남미에서도 역사가 있다. 아르헨티나, 칠레, 브라질의 문화적 전통은 폐기물을 남기지 않기 위해 동물의 모든 부분을 사용하는 것을 장려한다. 그 결과, 더 부드러운 부위를 선호했던 북미인들과 달리 남미인들은 약 1700년대 후반부터 플랭크 스테이크를 즐겨왔다.

## 사용

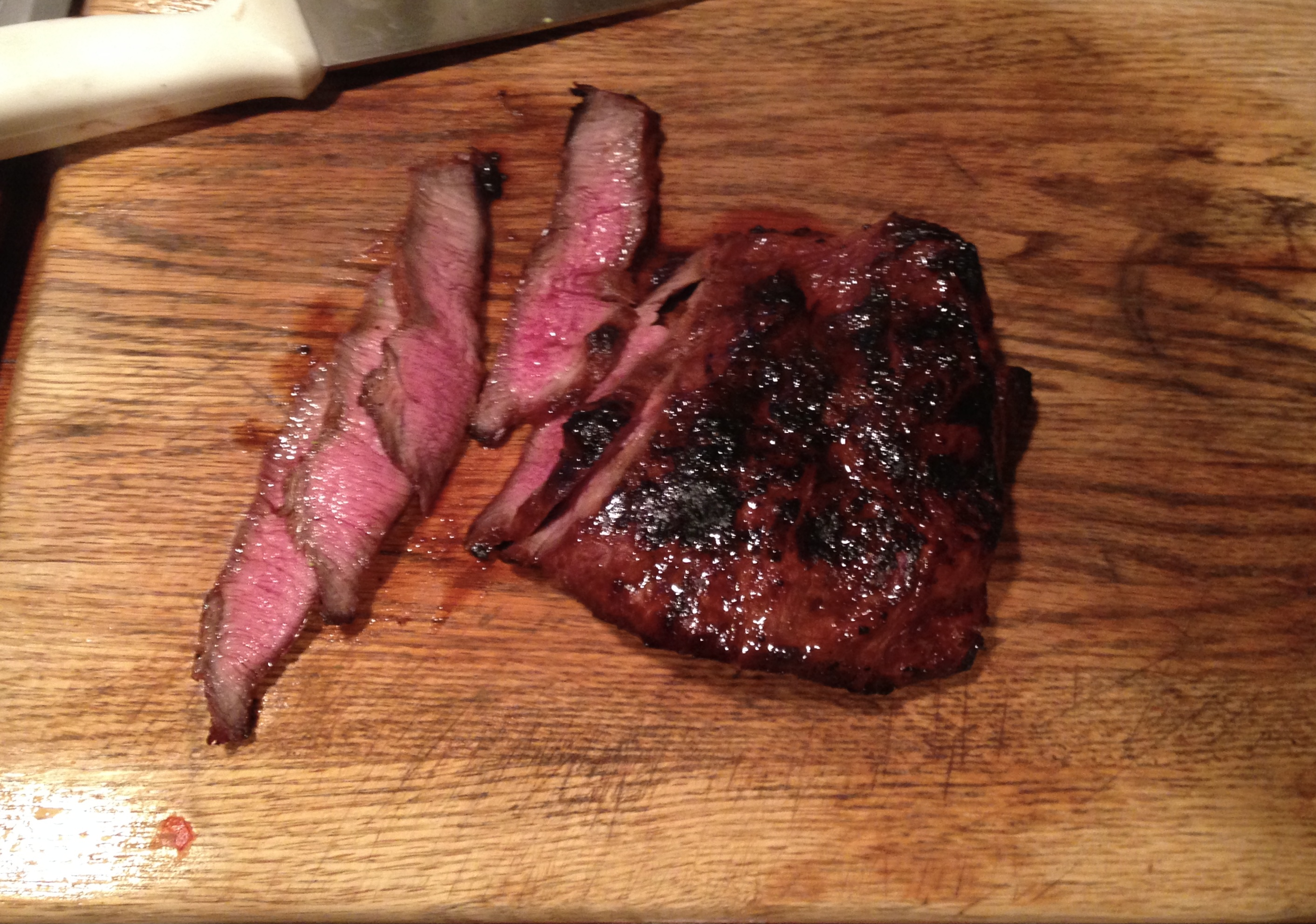
구운 양념 플랭크 스테이크

플랭크 스테이크는 런던 브로일 요리에 사용되며, 파히타의 전통적인 스커트 스테이크 대신 사용되기도 한다. 특히 카르네 아사다에는 스커트 스테이크 대신 플랭크 스테이크가 들어가는 경우가 많다. 플랭크 스테이크는 더 부드럽게 하기 위해 구이, 팬구이, 브로일, 또는 브레이징으로 조리할 수 있다. 플랭크 스테이크에는 결(육섬유)이 뚜렷하게 보인다. 그 결과, 고기를 더 부드럽고 매끄럽게 만들기 위해 요리사는 결을 가로질러 잘라야 한다. 플랭크 스테이크는 종종 아시아 요리에 사용되며, 중국 시장에서 "볶음 소고기"로 흔히 판매된다. 또한 프랑스 요리에서는 미디엄 레어 스테이크로 제공된다. 플랭크는 스테이크 저키의 흔한 부위로도 사용되며, 종종 더 비싼 저키 옵션으로 즐겨진다.

## 준비 및 조리
플랭크 스테이크는 양념하고 재운 다음, 고온으로 예열된 그릴에 구워야 한다. 시그니처인 얇은 조각을 얻으려면 결을 가로질러 잘라야 한다.

## 영양
숫자는 소와 준비 방법에 따라 달라질 수 있다. 미국 농무부 기준에 따르면 플랭크 스테이크 100그램은 192 칼로리이다. 또한, 스테이크 100그램당 단백질 28그램, 총 지방 8그램, 콜레스테롤 79밀리그램, 나트륨 56밀리그램이 포함되어 있다.

## 같이 보기
- 음식 포털
- 쇠고기 요리 목록
- 서로인
- 스커트 (쇠고기)
- 스테이크